# Чкалово (Краснокутский район)
Чкалово — село Краснокутского района Саратовской области, административный центр Чкаловского муниципального образования.
Основано в 1855 году как немецкая колония Эренфельд
Население - 892 (2010).

## История
Основано в 1855 году выходцами из правобережных колоний Олешня (Диттель), Линево Озеро (Гуссенбах), Россоши (Францозен), Починное (Кратцке), Макаровка (Меркель), Карамышевка (Бауэр), Гололобовка (Денгоф). Колония была населена колонистами немцами, лютеранами, к концу XIX века имела лютеранскую церковь, две школы земскую и церковно-приходскую, кирпичный завод, 2 ветряных мельницы. Часть жителей составляли католики
Колония входила в состав Нижне-Ерусланской волости Новоузенского уезда Самарской губернии. После 1915 года получила название Градское
В период существования Республики немцев Поволжья село входило в Краснокутский кантон, с 1935 — в Экгеймский кантон, центр Эренфельдского сельсовета.
В период голода в Поволжье в селе родилось 73, умерли 162 человека.
В 1926 году в селе имелись кооперативная лавка, сельскохозяйственное кооперативное товарищество, начальная школа, изба-читальня. В 1927 году постановлением ВЦИК "Об изменениях в административном делении Автономной С.С.Р. Немцев Поволжья и о присвоении немецким селениям прежних наименований, существовавших до 1914 года" селу Крацкое (Градское) Красно-Кутского кантона было возвращено название Эренфельд.
В сентябре 1941 года немецкое население было депортировано. После ликвидации АССР немцев Поволжья село, как и другие населённые пункты Краснокутского кантона включено в состав Саратовской области.  Впоследствии переименовано в Чкалово.

## Физико-географическая характеристика
Село расположено в Низком Заволжье, в пределах Сыртовой равнины, относящейся к Восточно-Европейской равнине, на правом берегу реки Солянка (приток Жидкой Солянки). Рельеф - полого-увалистый. Почвы каштановые.
По автомобильным дорогам расстояние до районного центра города Красный Кут - 33 км, до областного центра города Саратов - 170 км
Климат
Климат умеренный континентальный (согласно классификации климатов Кёппена  — Dfa). Среднегодовая температура воздуха положительная и составляет + 6,8 °C. Средняя температура января - 10,2 °С, июля + 23,2 °С. Многолетняя норма осадков — 368 мм. В течение года количество выпадающих осадков распределено относительно равномерно: наименьшее количество осадков выпадает в марте (19 мм), наибольшее — в июне (41 мм).
Часовой пояс
Чкалово, как и вся Саратовская область, находится в часовой зоне МСК+1. Смещение применяемого времени относительно UTC составляет +4:00.

## Население
Динамика численности населения по годам:
| 1859 | 1872 | 1883 | 1889 | 1897 | 1905 | 1910 | 1920 | 1922 | 1926 | 1931 | 1987 | 2002 | 2002 |
| ---- | ---- | ---- | ---- | ---- | ---- | ---- | ---- | ---- | ---- | ---- | ---- | ---- | ---- |
| 330  | 720  | 1103 | 1138 | 1387 | 2249 | 2460 | 1852 | 1529 | 1179 | 1449 | ≈890 | 928  |      |

| 2002 | 2010 |
| ---- | ---- |
| 927  | ↘892 |

Национальный состав
Согласно результатам переписи 2002 года большинство населения составляли русские (60 %) и казахи (34 %). В 1931 году практически всё население села составляли немцы (1148 из 1149)

## Инфраструктура
В селе имеется средняя образовательная школа, дом культуры, отделение связи.
Ранее в селе существовал колхоз «Чкаловское».